# Amenemhatankh
Amenemhatankh (ỉmn-m-ḥ3.t-ˁnḫ, jelentése: „Amenemhat él”) ókori egyiptomi herceg a XII. dinasztia idején, II. Amenemhat fia. Nevét említik sírjának egy álajtaján, aminek újrafelhasznált darabjait Henemet és Sziésze sírjában (dahsúri L.LV sír) találták meg; egy szobor feliratán, melyen említik, hogy kinevezett egy Tetiemszaf nevű papot (Szakkarában találták, ma Kairóban van); egy bizonyos Hóremszaf kockaszobrán (Szakkarából), a karnaki Mut-templomban talált szobortalapzaton (ma Kairóban), illetve egy bizonyos Hnumhotep önéletrajzi sírfeliratában a dahsúri 2-es sírban.